# 俾路支南鰍
俾路支南鰍（學名：Schistura baluchiorum）為輻鰭魚綱鯉形目條鰍科南鰍屬的其中一種。分布於亞洲巴基斯坦及印度淡水流域，體長可達4.5公分，棲息在河川底層水域，生活習性不明。

## 扩展阅读
維基物種上的相關：俾路支南鰍